# Амалија Скрам
Амалија Скрам (Берген; 22. август 1864 - 15. март 1905) је норвешка списатељица и феминистикиња која је била женска представница натурализма у књижевности. У Норвешкој се сматра најпознатијом списатељицом модерне (Det moderne gjennombrudd). Једно од њених најчувенијих дела је тетралогија Hellemyrsfolket (1887 - 1898) у коме описује односе у породици кроз четири генерације.

## Биографија
Берта Амалија Алвер је рођена у Бергену, у Норвешкој, 22. августа 1864. године. Њен отац је био Монс Монсен Алвер (1837–1898), а мајка Ингерборг Ловис Сивертсен (1821- 1907). Амалија је била једина ћерка од петоро деце које су имали. Њена породица је држала мању радњу која је доживела банкрот када је Амалија имала седамнаест година. Отац је емигрирао у Америку да би избегао одлазак у затвор, док је мајка остала у Норвешкој са петоро деце.
Амалију је мајка наговорила на брак са доста старијим човеком, Бером Улриком Аугустом Мулером (1837–1898) који је био капетан брода. Наредних тринаест година Амалија је родила два сина и неколико пута доживљавала нервне сломове. Након неколико година проведених у психијатријској установи, развела се од Мулера. Заједно са својим синовима, Џејкобом и Лудвогом се затим сели у Кристијанију (Осло) где се посвећује свом стваралаштву. У Кристијанију упознаје Арнеа Гарборга и Бјернстјерна Бјернсона који су били угледни писци тадашњег друштва.
1884. Амалија се поново удаје, овог пута за данског писца Асбјерна Улофа Ерика Скрама (1847–1923), који је био син директора железнице. Са мужем се Амалија сели у Копенхаген, Данску, где ће живети до краја живота. Заједно су имали једну ћерку, Иду Скрам ( рођену 1889). Њене обавезе као домаћице и списатељице у друштву које није благонаклоно гледало на жене и давало им много слобода, довело је до Амалијиног нервног слома 1894. године, након чега је наставила да живи у психијатријској установи близу Роскилда. 1990. је њен брак са Асбјерном окончан. Амалија умире пет година касније у Копенхагену, где је и сахрањена на Биспебјерг гробљу.

## Каријера
Прво дело које је Амалија објавила је кратка прича „Madam Høiers leiefolk” (Енглески: Madame Høier's Lodgers) у часопису Nyt Tidsskrift.
Писала је током целог свог живота и бавила се темама које су јој биле веома блиске. Њено стваралаштво се може поделити у три етапе:
- Романи који се тичу брака и који су истраживали табу теме, попут женске сексуалности и потлачености жена у том периоду. Многи су њена дела сматрали превише провокативним и то је резултирало отвореним сукобом са неким деловима тадашњег друштва.
- Вишегенерацијски романи који су се бавили судбином породице током неколико генерација. Истраживала је друштво и његове стубове и водила кампању за његове промене.
- Дела која је написала у психијатрисјкој установи, попут Професора Хијеронимуса, који су се бавили примитивним и бруталним условима који су владали у таквим инститиуцијама. Њени романи створили су велику пометњу у Данској и убрзали побољшања у тим институцијама.

Позната је као један од најранијих заговорника женског покрета, који постаје европски тренд. Њена дела, која су углавном била заборављена након њене смрти, поново су откривена и добила су снажно признање 1960-их. Неколико њених дела тренутно је доступно у новијим преводима на енглески језик.

## Завештање
Награда Амалије Скрам се од 1994. године додељује ауторима који су показали изузетно умеће у решавању питања жена у друштву и допринели њиховој равноправности.
Амалији Скрам је и посвећена једа од улица у Копенхагену.
Стату Амалије Скрам урадила је Маја Рефсум (1897–1986) у Колостерхаугену у Бергену 1949. године. Бронзана биста Пера Унга постављена је на гробљу Биспебјерг 1996. поред њеног гроба. У библиотеци у Бергену се налази мермерна биста коју је направила Амброзија Тенесен.

### Дела
- Madam Høiers leiefolk (Madam Høier's Lodgers), 1882.
- Constance Ring, 1885.
- Karens Jul, 1885
- Lucie, 1888.
- Fru Ines, 1891
- Forraadt (Издата)
- Hellemyrsfolket (Људи Хелемира), тетралогија која се састоји од: 
  - Sjur Gabriel, 1887
  - To venner (Two Friends), 1888.
  - S.G. Myre, 1890.
  - Afkom, 1898.
- Børnefortellinger, кратке приче из 1890.
- Kjærlighed i Nord og Syd (Љубав на Северу и Југу), кратке приче, 1891.
- Agnete, драма, 1893.
- Professor Hieronimus, 1895.
- Paa St. Jørgen (At St. Jørgen), 1895.
- Mellom Slagene (Између сукоба), писма из 1895.
- Sommer (Лето), кратке приче, 1899.
- Julehelg (Божић), новела из 1900.
- Mennesker (Људи), 1905. (недовршено дело)